# Agoro Papawasiliu
Agoro Papawasiliu (gr. Αγόρω Παπαβασιλείου; ur. 11 marca 1982) – grecka zapaśniczka walcząca w stylu wolnym. Zajęła szóste miejsce na mistrzostwach świata w 2001. Brązowa medalistka mistrzostw Europy w 2006. Jedenasta na igrzyskach europejskich w 2015.
Wicemistrzyni igrzysk śródziemnomorskich w 2001 i trzecia w 2013. Triumfatorka mistrzostw śródziemnomorskich w 2010, 2011 i 2012. Mistrzyni świata plażowych zapasów z 2016 roku.